# Крнов
Крнов (чеш. Krnov, пољ. Karniów) град је у Чешкој Републици, у оквиру историјске покрајине Шлеске. Крнов је град који припада управној јединици Моравско-Шлески крај, у оквиру којег се налази у округу Брунтал.

## Географија
Крнов се налази у крајње североисточном делу Чешке републике, на самој граници са Пољском - свега 2 километра северно од града. Град је удаљен 310 км источно од главног града Прага, а од првог већег града, Остраве, 60 км северозападно.
Град Крнов лежи на реци Опави, испод планине Ниског Јесеника. Надморска висина града је око 320 м, а подручје града и околине је равничарско, до благо заталасано.

## Историја
Подручје Крнова било је насељено још у доба праисторије. Насеље под данашњим називом први пут се у писаним документима спомиње у 1240, а већ 1253. године насеље је добило градска права. У средњем веку се овде насељавају Немци.
Године 1919. Крнов је постао део новоосноване Чехословачке. Међутим, већина месног становништва су били Немци и Пољаци, који се нису лако мирили са одвојеношћу од матица. Стога је 1938. године Крнов отцепљен од Чехословачке и припојено Трећем рајху, са издвајањем Судетских области. После Другог светског рата град је поново враћен Чехословачкој. У време комунизма град је нагло индустријализован. После осамостаљења Чешке дошло је до опадања активности тешке индустрије и до проблема са преструктурирањем привреде.

## Становништво
Крнов данас има око 25.000 становника и последњих година број становника у граду полако опада. Поред Чеха у граду живе и Пољаци, Словаци и Роми.

## Партнерски градови
- Прудњик
- Глупчице
- Карбен
- Мињск Мазовјецки
- Pefki
- Повељано Веронезе
- Gmina Prudnik
- Рајец
- Saint-Égrève
- Телшјај

## Галерија
- Градска кућа Крнова
- Римокатоличка црква св. Мартина
- Крновски град
- Синагога у Крнову